# Abrahamitenorden
Abrahamitenorden (pol. Zakon Abrahama) - stowarzyszenie księży katolickich na ziemi kłodzkiej, działające w latach 1861–1945.
Organizacja ta została założona 30 września 1861 roku przez wszystkich proboszczów, którzy sprawowali swoją posługę duszpasterską w parafiach należących do Wielkiego Dekanatu Kłodzkiego i ukończyli 50 rok życia. Do związku mógł przystąpić każdy proboszcz, który ukończył ten wiek. Wszystkie protokoły posiedzeń zawarte są w księdze związku. Kandydat przed wstąpieniem do organizacji musiał poddać się egzaminowi teologicznemu. Potem po uroczystym i obfitym obiedzie otrzymywał z rąk ostatniego członka sztabu, wstęgę zakonną i wizerunek Abrahama. Celem stowarzyszenia było m.in. wspieranie nawzajem starszych proboszczów z hrabstwa i ich integracja. Związek działał do 15 lutego 1945 roku.